# Plaza de los Carros
La plaza de los Carros es una plaza de la ciudad española de Madrid, situada en el barrio de Palacio, perteneciente al distrito Centro, en el conjunto de espacios abiertos que forman las plazas de la Cebada, Puerta de Moros y del Humilladero, en el eje de la carrera de San Francisco y circundada por la costanilla de San Andrés y su plaza y la calle de Don Pedro. Fue hasta comienzo del siglo xx popular punto de reunión del transporte en carros y carretas, debido quizá a su proximidad al antiguo mercado de la Cebada. En su perímetro, peatonal desde la última década de ese mismo siglo, destaca la arquitectura de la cúpula de la capilla de san Isidro y las fachadas de la casa-palacio del Duque del Infantado.

## Historia
En el plano de Texeira de 1656 no aparece pues su espacio lo ocupaban las manzanas 125 y 126; y en el de Antonio Espinosa de los Monteros de 1769 aparece sin denominación, e integrado en el conjunto de la Puerta de Moros, de lo que se deduce que pudo abrirse a fines del siglo xvii. Peñasco y Cambronero anotan también la existencia de una fuente del viaje Bajo Abroñigal.
Durante el Sexenio Democrático tomó el nombre de plaza de Aguirre y más tarde, en 1931 fue plaza de Julio Romero de Torres, rótulo que mantuvo hasta 1965 en que con motivo de una remodelación del entorno urbano recuperó el nombre tradicional. El cronista Pedro de Répide escribía en la década de 1920 en su Guía de Madrid que en el número 1 de esta plaza estuvo en aquel tiempo la tenencia de alcaldía del distrito de La Latina.

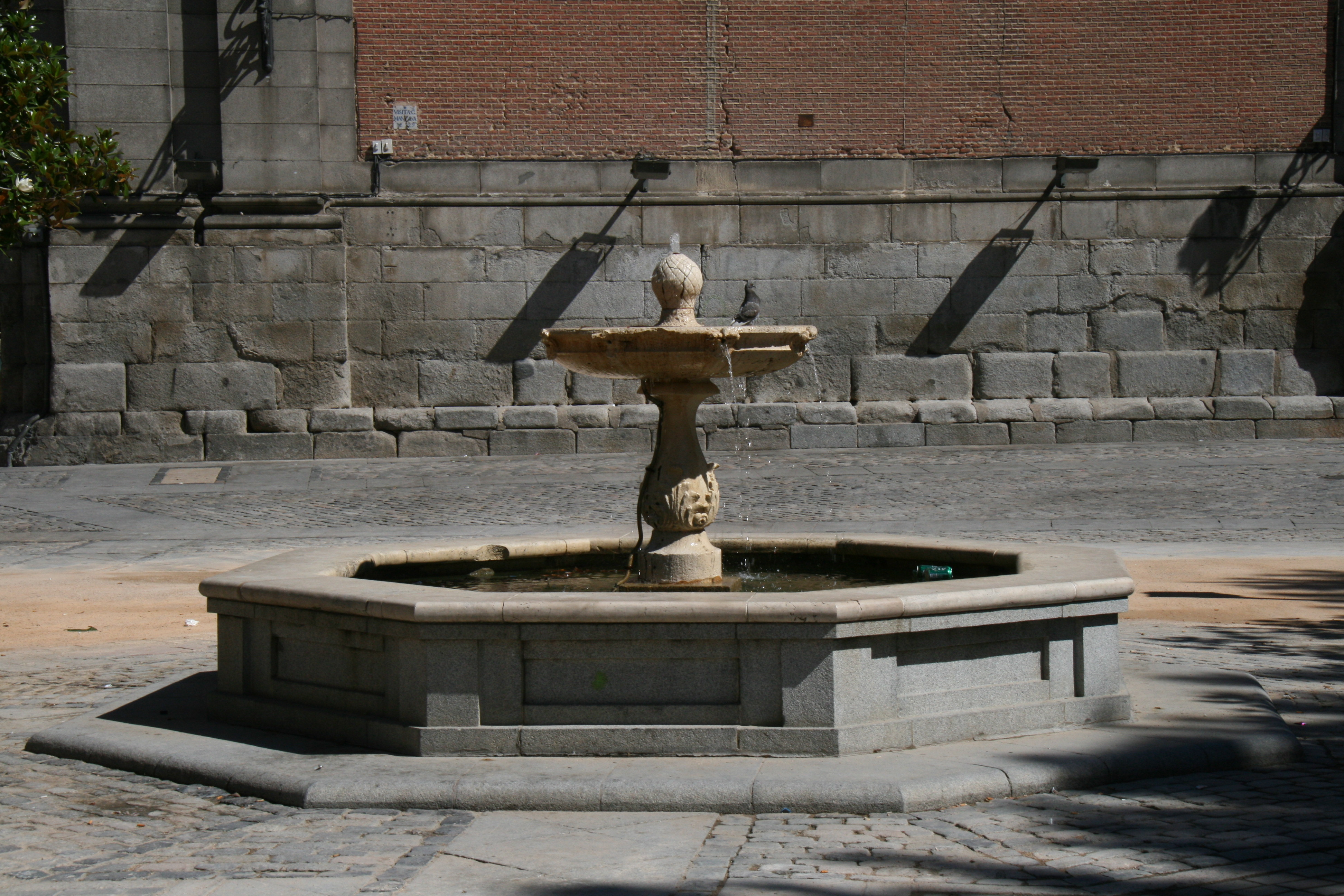
Fuente octogonal de traza barroca con remate de la tradicional alcachofa decorando el centro de la plaza desde comienzos del siglo xxi.

En 1984 y a raíz de las obras de urbanización peatonal de la zona durante la alcaldía de Enrique Tierno Galván, se desenterró un conjunto de restos arqueológicos, entre ellos diversos lienzos de la muralla árabe y un «viaje de agua» musulmán datado hacia el siglo xi siguiendo el trazado de la antigua calle de la Alcantarilla. En 2018, se descubrieron a su vez restos de la muralla cristiana del siglo XII.